# Veolia Industry Building - Switzerland
Die Veolia Industry Building - Switzerland AG (ehemals Valorec Services AG) mit Sitz in Basel ist ein auf das Abfall-, Wasser- und Energie-Management spezialisierter Schweizer Umweltdienstleister. Das Unternehmen bietet verschiedene Dienstleistungen rund um die Bereiche Entsorgung, Verwertung und Recycling von Abfall. Der zweite Geschäftsbereich umfasst Energiedienstleistungen im Bereich technischer Anlagen in Gebäuden. Diese reichen von Planung und Projektleitung über Betrieb, Wartung und Unterhalt sowie Energielieferung und Contracting bis hin zum industriellen Facility-Management.
Das Unternehmen beschäftigt rund 150 Mitarbeiter und erwirtschaftete 2019 einen Umsatz von 150 Millionen Schweizer Franken.

## Geschichte
Das Unternehmen wurde 1998 unter dem Namen Valorec AG als Gemeinschaftsunternehmen des Schweizer Pharmakonzerns Novartis und des Französischen Konzerns Vivendi gegründet. In Valorec waren die Bereiche Energieversorgung, Recycling, Solvent-Center sowie die Abfallentsorgung von Novartis vereint. Im Zuge der Konzentration auf ihr Kerngeschäft lagerte Novartis auf Anfang 2001 diese Bereiche zur französischen Veolia Environnement aus, wo sie zur Valorec Services AG verschmolzen wurden. Nebst für verschiedene Novartis-Werke hat Valorec Services ihre Dienstleistungen für die Industrie, die öffentliche Hand, für Verwaltungen sowie für das Gesundheitswesen erbracht.
Am 1. April 2020 hat Valorec Services AG den Firmennamen in Veolia Industry Building - Switzerland AG geändert. Mit dem Namenswechsel zu Veolia Industry Building - Switzerland AG geht eine Diversifizierung der Dienstleistungen und die Erschliessung neuer Branchen in der  Schweiz einher. So ergänzt das Unternehmen das bisherige Angebot mit Services aus dem  Portfolio der Veolia-Gruppe. Dazu gehören in einem ersten Schritt Dienstleistungen  um Wasser und Abwasser, Unterhalt und Bewirtschaftung von Industrieanlagen, Abfallverwertung und Energieeffizienz.